# Terre y Moto
Terre y Moto (Terry & Moto en las primeras historietas) son unos personajes de historieta creados en 1986 por Escobar para la revista Guai!. Se trata de una adaptación de sus personajes más famosos, Zipi y Zape, puesto que en aquella época Escobar había perdido los derechos sobre los mismos al dejar de trabajar para la editorial Bruguera.
Desaparecieron cuando Ediciones B compró los fondos de Bruguera y Escobar llegó a un acuerdo para retomar Zipi y Zape.

## Personajes
- Terry y Moto: Dos hermanos  (Terry pelirrojo y Moto moreno) que siempre se meten en líos. Aunque no son gemelos ni mellizos (Terre es dos o tres años mayor) van a la misma clase.
- Pito Penalty o Pepito Silbato: El padre de los niños, árbitro de profesión[2]
- Eduarda: La rolliza madre de los niños. Suele estar en un segundo plano
- Don Socratín: El joven y atractivo profesor de los niños
- Cerebelo: El niño listo de la clase
- Cacodilato: El ladrón del barrio
- Paula y Pili: Dos hermanas mellizas, vecinas de los protagonistas

## Historietas
Se publicaron un total de 21 historietas en la revista Guai!, algunas de las cuales se recopilaron luego en el álbum de la colección Tope guai! titulado Hogar, dulce hogar.
- 36- Sin título (en Tope Guai! se titula "Hogar, dulce hogar"). 4 p.
- 37- Sin título (en Tope Guai! tampoco lleva título, está a continuación de la anterior). 4 p.
- 38- Sin título (en Tope Guai! se titula "Cosas de papá"). 4 p.
- 39- Sin título (en Tope Guai! se titula "Socratín"). 4 p.
- 40- La ducha fatal (también incluida en Tope Guai!). 4 p.
- 41- El Cacodilato en acción (también incluida en Tope Guai!). 4 p.
- 42- El problema problemático (también incluida en Tope Guai!). 4 p.
- 43- Cambio de letras (también incluida en Tope Guai!). 4 p. (nota: En esta historieta se explica el cambio de nombre de Terry, el título hace referencia a este hecho).
- 44- La bota delatora (también incluida en Tope Guai!). 4 p.
- 45- El perro de Paula (también incluida en Tope Guai!). 4 p.
- 46- Calmantes y estimulantes. 4 p.
- 47- Cepillón, el mal amigo. 4 p.
- 48- El sombrero de alquiler. 4 p.
- 49- Regalos a "go go". 4 p.
- 50- Día aciago. 4 p.
- 51- La venganza de Peludo (también incluida en Tope Guai!). 6 p.
- 52- Duelo entre hermanos. 4 p.
- 53- Kilitos de más. 4 p.
- 54- Un panal de rica miel. 4 p.
- 55- Velázqueces de pacotilla. 4 p.
- 56- Trabajos caseros. 4 p.